# Roger Cotes
Roger Cotes (n. 10 iulie 1682 la Burbach, Leicester - d. 5 iunie 1716 la Cambridge) a fost un matematician englez, cunoscut pentru colaborarea cu Isaac Newton (care i-a fost profesor) și pentru prezentarea formulei lui Euler.
De numele său este asociată formula Newton-Cotes din calculul integral.

## Biografie
A urmat școala din Leicester, la 12 ani dovedindu-se un mare talent în domeniul matematicii.
Apoi a urmat la Colegiul Saint Paul din Londra, unde a audiat cursurile lui Th. Galle.
A continuat studiile la Cambridge (1699), unde l-avea ca profesor pe Isaac Newton.
A corespondat cu unchiul său, John Smith, asupra diverselor probleme de matematică.
În 1706 a fost numit profesor de astronomie și fizică experimentală.

## Activitate științifică
A stabilit relația fundamentală dintre funcțiile trigonometrice și funcția exponențială.
În 1714 a descoperit formula:
{\displaystyle ix=\ln(\cos x+i\sin x)\!}
din care, în 1730, Abraham de Moivre a dedus formula care îi poartă numele (formula lui Moivre) și a fost enunțată de Leonhard Euler în 1748.
Cotes a dezvoltat trigonometria din punct de vedere analitic aplicând-o în astronomie și geodezie.
În 1714 a dezvoltat numărul e în fracție continuă, calculându-i valoarea cu 12 zecimale exacte.
A utilizat cisoida lui Diocles ca model pentru verificarea metodelor de integrare, iar în 1714 a descris curba denumită "cârja", ca loc geometric al extremității subnormalelor polare la spirala parabolică.
I se atribuie enunțarea, în 1716, a unei teoreme despre cerc, care îi poartă numele (teorema lui Cotes).

## Scrieri
- 1713: Principes, titlu sub care a publicat lucrarea Principia a lui Isaac Newton
- 1722: Armonia măsurilor
- 1714: Logometria
- 1737 - 1747: Lectures sur l'hydrostatique et pneumatique, tradusă în franceză de Lemonnier.

Lui Cotes i se mai atribuie lucrări din optică, despre căderea corpurilor, despre mișcarea pendulului, mișcarea proiectilelor.
1. 1 2  MacTutor History of Mathematics archive, accesat în 22 august 2017
2. 1 2 3  Autoritatea BnF, accesat în 10 octombrie 2015
3. 1 2  Roger Cotes, SNAC, accesat în 9 octombrie 2017
4. 1 2 3 4 5 6 7  MacTutor History of Mathematics archive
5. ↑   http://trinitycollegechapel.com/about/memorials/sculptures/cotes/ Lipsește sau este vid: |title= (ajutor)
6. ↑  Find a Grave
7. ↑  Genealogia matematicienilor
8. 1 2  Complete Dictionary of Scientific Biography[*] Verificați valoarea |titlelink= (ajutor)